# Міжусобні війни
Міжусо́бні ві́йни — війни, які постійно вели між собою феодали у часи роздрібненості. Внутрішній розбрат, війна між окремими людьми чи суспільними групами в державі.

## Міжусобні війни в Київській Русі
Київська Русь була позбавлена внутрішньої єдності, і її розпад був неминучим. Княжий рід більше не міг спільно управляти великою державою. Князі дотримувалися принципу «Каждо так тримає отчину свою». Але з XII ст. «Отчини» починають перетворюватися в незалежні князівства. Підйом ремесел і торгівлі прискорив розвиток нових міських центрів. На околицях молоді міста своїм багатством затьмарюють старі. У XII–XIII ст. не тільки князі, але й бояри завели земельні володіння — вотчини, що міцно прив'язали їх до центрів, які стали швидко формуватися.
Княжі усобиці підірвали обороноздатність Київської землі. Половецькі орди, розгромлені Володимиром Мономахом, відновили напади на Русь. Найбільше від вторгнення кочівників страждали Переяславська і Київська землі. Наприкінці XII ст. половці розбили свої кочовища на території Переяславського князівства. 